# Marcus Daniell
Marcus Daniell (* 9. listopadu 1989 Masterton) je novozélandský profesionální tenista, deblový specialista. Ve své dosavadní kariéře na okruhu ATP Tour vyhrál pět deblových turnajů. Na challengerech ATP a okruhu ITF získal dva tituly ve dvouhře a dvacet čtyři ve čtyřhře.
Na žebříčku ATP byl ve dvouhře nejvýše klasifikován v červenci 2014 na 500. místě a ve čtyřhře v lednu 2018 na 34. místě. Trénuje ho David Sammel.
V novozélandském daviscupovém týmu debutoval v roce 2010 kolombským prvním kolem 2. skupiny asijsko-oceánské zóny proti Srí Lance, v němž s Danielem Kingem-Turnerem prohráli čtyřhru. Novozélanďané přesto zvítězili 3:2 na zápasy. Do září 2022 v soutěži nastoupil k sedmnácti mezistátním utkáním s bilancí 2–1 ve dvouhře a 11–5 ve čtyřhře.
Nový Zéland reprezentoval na Letních olympijských hrách 2016 v Riu de Janeiru, kde startoval v mužské čtyřhře s Michaelem Venusem na pozvání ITF. Na úvod podlehli pozdějším kanadským semifinalistům Danielovi Nestorovi a Vaskovi Pospisilovi až v těsném tiebreaku rozhodující sady. Zúčastnil se také odložených Her XXXII. olympiády v Tokiu. V deblové soutěži vybojoval s Venusem bronzovou medaili po rozhodující výhře nad Američany Austinem Krajickem a Tennysem Sandgrenem.
Od sezóny 2015 začal doživotně část výdělku věnovat na charitu. V roce 2020 založil charitativní nadaci High Impact Athletes směřující dary věrohodným organizacím, které pomáhají v oblastech extrémní chudoby a se znečištěným životním prostředím. V roce 2021 jej Asociace tenisových profesionálů ocenila jako Humanitáře roku se ziskem ceny Arthura Ashe. V letech 2021–2022 byl členem Hráčské rady ATP.

## Zápasy o olympijské medaile

### Mužská čtyřhra: 1 (1 bronzová medaile)
| Stav  | datum             | turnaj          | povrch | spoluhráč     | soupeři v zápase o medaili      | výsledek      |
| ----- | ----------------- | --------------- | ------ | ------------- | ------------------------------- | ------------- |
| Bronz | 30. července 2021 | Tokio, Japonsko | tvrdý  | Michael Venus | Austin Krajicek Tennys Sandgren | 7–6(7–3), 6–2 |

## Finále na okruhu ATP Tour

### Čtyřhra: 15 (5–10)
| Legenda                   |
| ------------------------- |
| Grand Slam (0)            |
| Turnaj mistrů (0)         |
| ATP Tour Masters 1000 (0) |
| ATP Tour 500 (0)          |
| ATP Tour 250 (5–10)       |

| Stav      | č.  | datum             | turnaj                | povrch    | spoluhráč         | soupeři ve finále                 | výsledek              |
| --------- | --- | ----------------- | --------------------- | --------- | ----------------- | --------------------------------- | --------------------- |
| Vítěz     | 1.  | 16. ledna 2010    | Auckland, Austrálie   | tvrdý     | Horia Tecău       | Marcelo Melo Bruno Soares         | 7–5, 6–4              |
| Vítěz     | 2.  | 8. února 2015     | Montpellier, Francie  | tvrdý (h) | Artem Sitak       | Dominic Inglot Florin Mergea      | 3–6, 6–4, [16–14]     |
| Vítěz     | 3.  | 13. června 2015   | Stuttgart, Německo 2  | tráva     | Artem Sitak       | Oliver Marach Fabrice Martin      | 6–7(4–7), 6–4, [10–8] |
| Finalista | 1.  | 17. července 2016 | Bastad, Švédsko       | antuka    | Marcelo Demoliner | Marcel Granollers David Marrero   | 2–6, 3–6              |
| Finalista | 2.  | 5. března 2017    | São Paulo, Brazílie   | antuka    | Marcelo Demoliner | Rogério Dutra da Silva André Sá   | 6–7(5–7), 7–5, [7–10] |
| Finalista | 3.  | 27. května 2017   | Lyon, Francie         | antuka    | Marcelo Demoliner | Andrés Molteni Adil Shamasdin     | 3–6, 6–3, [5–10]      |
| Finalista | 4.  | 1. října 2017     | Čcheng-tu, ČLR        | tvrdý     | Marcelo Demoliner | Jonatan Erlich Ajsám Kúreší       | 3–6, 6–7(3–7)         |
| Finalista | 5.  | únor 2018         | Marseille, Francie    | tvrdý (h) | Dominic Inglot    | Raven Klaasen Michael Venus       | 7–6(7–2), 3–6, [4–10] |
| Finalista | 6.  | říjen 2018        | Stockholm, Švédsko    | tvrdý (h) | Wesley Koolhof    | Luke Bambridge Jonny O'Mara       | 5–7, 6–7(8–10)        |
| Vítěz     | 4.  | leden 2019        | Brisbane, Austrálie   | tvrdý     | Wesley Koolhof    | Rajeev Ram Joe Salisbury          | 6–4, 7–6(8–6)         |
| Finalista | 7.  | duben 2019        | Budapešť, Maďarsko    | antuka    | Wesley Koolhof    | Ken Skupski Neal Skupski          | 3–6, 4–6              |
| Finalista | 8.  | květen 2019       | Rosmalen, Nizozemsko  | tráva     | Wesley Koolhof    | Dominic Inglot Austin Krajicek    | 4–6, 6–4, [4–10]      |
| Finalista | 9.  | leden 2020        | Auckland, Nový Zéland | tvrdý     | Philipp Oswald    | Luke Bambridge Ben McLachlan      | 6–7(3–7), 3–6         |
| Vítěz     | 5.  | říjen 2020        | Sardegna, Itálie      | antuka    | Philipp Oswald    | Juan Sebastián Cabal Robert Farah | 6–3, 6–4              |
| Finalista | 10. | březen 2021       | Dauhá, Katar          | tvrdý     | Philipp Oswald    | Aslan Karacev Andrej Rubljov      | 5–7, 4–6              |